# Arricano Real Estate Plc
Arricano Real Estate Plc — публичная компания с ограниченной ответственностью, работающая в сфере коммерческой недвижимости, один из крупных девелоперов и сетевых операторов торгово-развлекательных центров Украины. Компания занимается полным циклом развития торговой недвижимости — от приобретения земельных участков и строительства до эксплуатации торговых центров.
Arricano Real Estate Plc — компания с европейскими инвестициями, европейскими стандартами и подходами в управлении бизнесом. Менеджмент компании — команда европейских и украинских Топ-менеджеров с многолетним опытом работы в секторе коммерческой торговой недвижимости. Деятельностью Arricano Real Estate Plc управляет Совет директоров, который состоит из трёх независимых неисполнительных, одного исполнительного и двух неисполнительных Директоров. Директора отчитываются перед акционерами по вопросам результатов деятельности Группы, её достижений и перспективных планов.

## История
Компания Arricano Real Estate Plc была основана 31 января 2008 года в форме компании с ограниченной ответственностью Аррикано Трейдинг Лимитед. Нынешнее название было получено после реорганизации 12 сентября 2012 года
В 2005 году начал свою работу мажоритарный акционер Arricano Real Estate Plc — Retail Real Estate S.A. (Люксембург) — через дочерние предприятия на рынке коммерческой недвижимости Украины. Первая очередь киевского торгово-развлекательного комплекса ТРК Sky Mall в 2007 году. Для дальнейшего развития проектов было получено финансирования от АБ «УкрСиббанк» на общую сумму $ 13 млн.
Следующее заметное событие относится к 2008 году, когда 11 октября в Кривом Роге был открыт торгово-развлекательный центр «Солнечная Галерея», арендной площадью (GLA) 35 500 кв.м.
В этом же году компания Arricano заключает кредитный договор с Европейским банком реконструкции и развития (ЕБРР) на Украине, по условиям которого была предусмотрена возможность получения максимальной суммы финансирования на общую сумму до $ 139 млн. 307 тыс.
Дочерние предприятия, входящие в состав Retail Real Estate S.A., объединяются в группу компаний, которую возглавляет Arricano в качестве холдинговой компании для дальнейшего строительства профессиональных торговых центров и управления коммерческой недвижимостью на Украине.
В 2010 году состоялось открытие второй очереди одного из самых крупных ТРЦ Киева Sky Mall, общей площадью (GBA) торгового центра — 88 000 кв.м, в том числе арендная площадь (GLA) — 68 000 кв.м.
Инвестиционный фонд Dragon-Ukrainian Properties & Development Plc (DUPD) приобрел 35 % акций компании Arricano Trading Limited, вложив сумму $ 30 млн.
Запуск четвёртого реализованного Arricano проекта состоялся в Запорожье в 2011 году открытием торгово-развлекательного комплекса City Mall общей арендной площадью (GLA) 21 450 кв.м.
В 2012 году в Киеве введен в эксплуатацию торгово-развлекательный центр «РайОN», арендная площадь (GLA) которого составляет 24 350 кв.м. В этом же году начато строительство ТРК «Проспект» в Киеве.
В 2013 году Arricano получает 4 кредитные линии от украинских и международных банков на общую сумму около $ 100 млн.: кредит в июне на сумму $ 25 млн; кредит в июле на корпоративном уровне от банка UBS на $ 28,8 млн; кредит в августе от банка «Райффайзен банк Аваль» (Киев) на сумму $ 15 млн; кредит в октябре от украинского банка «Ощадбанк» на строительство ТРК «Проспект» на сумму $ 30 млн.
С сентября 2013 года акции компании размещены на рынке альтернативных инвестиций AIM Лондонской фондовой биржи. Рыночная капитализация Arricano Real Estate Plc на момент размещения составила около $ 241 млн. После кризиса 2008—2009 годов это первое публичное размещение акций украинской девелоперской компании и первое украинское IPO (первое публичное размещение акций) в 2013 году. В результате размещения акций компания Arricano Real Estate Plc получила доход в размере $ 24 млн в форме денежных средств, а также приобрела 4 актива, оценочная стоимость которых на момент размещения составила $ 66 млн в обмен на акции, выпущенные для целей IPO.
В этом же году начата работа над развитием проекта ТРК Lukianivka Mall в Киеве.
В сентябре 2014 года состоялось официальное открытие торгово-развлекательного комплекса «Проспект» в Киеве, общая арендная площадь (GLA) которого составляет 30 400 кв.м. В этом же году была открыта кредитная линия ЕБРР для Arricano на сумму $ 25 млн для дальнейшего рефинансирования ТРК «Проспект». 19 августа 2014 года Лондонского международного арбитражного суда (LCIA) вынес решение в пользу Arricanо и восстановил право компании на выкуп мажоритарного пакета акций в проекте ТРК Sky Mall на условиях договора 2010 года.
В 2015 году проект ТРК Odessa Mall получил поддержку местных органов власти и губернатора Одесской области.. Прокуратура Одесской области отозвала иск о признании незаконным решения Одесского горсовета об утверждении детального плана территории, который был разработан при участии Arricano.
В мае 2015 года компания Arricano становится участником социального проекта совместного действия «Сделаем вместе!» (укр. Зробимо разом!), который предусматривает объединение усилий киевской городской власти, представителей бизнеса и общественности Киева ради создания комфортной среды для жителей и гостей города, повышение качества жизни в столице. В рамках этого проекта компания Arricano представила проект строительства ТРК Lukianivka Mall и сопровождающий его масштабный проект по реконструкции улично-дорожной сети в районе станции метрополитена «Лукьяновская», Лукьяновской площади и памятников архитектуры на территории ТРК.

## Структура
- 2008 — ТРК «Солнечная галерея» (Кривой Рог)[25]
- 2010 — ТРК Sky Mall (Киев)[26]
- 2011 — ТРК City Mall (Запорожье)[27]
- 2012 — ТРЦ «РaйОN» (Киев)[28]
- 2014 — ТРК «Проспект» (Киев)[29][30]
- ТРК Odessa Mall (Одесса)[31] (в процессе строительства)
- ТРК Lukianivka Mall (Киев)[32] (в процессе строительства)
- ТРК «Петровка» (Киев)[33] (в процессе строительства)

### ТРК «Солнечная галерея» (Кривой Рог)
ТРК «Солнечная галерея» открылся в Саксаганском районе Кривого Рога в сентябре 2008 года. Комплекс — двухуровневое здание (GLA 35 500 м²), включающее в себя магазины ведущих брендов, продуктовый гипермаркет, детский игровой комплекс, зону фуд-корта.
На территории комплекса проходят городские художественные выставки, мастер-классы, представления (Рождественский вертеп), спортивные мероприятия (спартакиада «Юность», велопробег «Критериум»), реализуются социальные программы
В рейтинге лучших торгово-развлекательный центр Украины (категория «Традиционный средний ТРЦ») в рейтинге торговых центров Shopping Centre Awards, проводимых Ассоциация ритейлеров Украины и исследовательская компании Factum Groum «Солнечная галерея» (Кривой Рог) занимает 3-ю позицию в рейтинге по итогам 2016 года.
Торгово-развлекательный центр «Солнечная галерея» получил повреждение взрывной волной вследствие ракетной атаки 8 января 2024 года, во время российского вторжения в Украину: разрушенные панели боковой части, где находится детская комната.

### ТРК Sky Mall (Киев)
Торжественное открытие ТРК Sky Mall состоялось 27 августа 2010 года. Расположен на проспекте Генерала Ватутина, 2.
В 2009-м году Хиллар Тедер пригласил в проект Андрея Адамовского для завершения строительства ТРЦ Sky Mall (инвестиция $40 млн.), получив при этом контрольный пакет акций (50 % +1 акция) с условием, что за Тедером сохраняется call-опцион (право выкупа) доли Адамовского. Однако, в 2010-м Адамовский отказался продавать свою долю с аргументацией о якобы нарушении Тедером несколько условий договора. Судебные разбирательства, сопровождающие спор вокруг права собственности на объект, проходили в британских, кипрских и украинских судах.
Точку в судебных разбирательствах 19 августа 2014 года поставил Международный коммерческий арбитраж LCIA в Лондоне, вынеся решение в пользу Arricanо и восстановил право компании выкупить пакет акций Адамовского через реализацию call-опциона на условиях договора 2010 года за $51,4 млн. Это решение LCIA Stockman Interhold S.A. (аффилирована с Андреем Адамовским) пробовал обжаловать через апелляцию, однако 22 октября 2015 года Высокий суд правосудия отклонил апелляцию компании.
В сентябре 2014 года Stockman Interhold S.A. 100 % корпоративных прав на объект было передано голландской компании «Файненсинг енд Інвестмент Солюшнс Б. В.», а право собственности на ТРЦ — оформлено банком «Пивденный» из-за непогашенной задолженности в размере $32 млн. (руководства компании Arricano заявляло об искусственно созданной задолженности).
Повторная перерегистрация объекта состоялась 17 декабря 2014 года: 100 % корпоративных прав украинской компании собственника проекта ООО «Призма Бета» были переданы с «Файненсинг Енд Инвестмент Солюшнс Б. В.» на ООО «Скай Холдинг» (Борисполь). Arricano заявила, что регистрационные действия были осуществлены незаконно — при наличии действующих запретов на регистрационные действия, наложенные судами и правоохранительными органами. Нарушения при передаче 100 % корпоративных прав ООО «Призма Бета» подтвердило расследование Укргосреестра, по его итогам ведомство обратилось в прокуратуру. Руководство компании через СМИ обращался к первым лицам государства с просьбой обеспечить максимально прозрачное, справедливое и оперативное рассмотрение дела по Sky Mall.
Спор вокруг ТРЦ Sky Mall становился объектом журналистских расследований редакций «Зеркало недели», «Инсайдер», программ «Следствие. Инфо», «Деньги», «Територія закону»… Придаются огласке в СМИ факты нарушений имущественных прав на ТРК SkyMall на Украине, давления на компанию и её сотрудников через правоохранительные органы.
По состоянию на конец 2015 года SkyMall находился в собственности банка «Пивденный», операционный контроль над ТРЦ продолжают осуществлять компании, аффилированные с Андреем Адамовским.
Финальное решение в арбитражном споре в отношении права собственности на акции Assofit Holdings Limited (холдинговая компания, владевшая ТРК Sky Mall) было вынесено 5 мая 2016 года Лондонским международным арбитражным судом. В соответствии с ним все акции в Assofit Holdings Limited передаются в собственность Arricano Real Estate Plc. не позднее 5 июня текущего года за 0 долларов США. Факта передачи при этом не состоялось, несмотря на решение арбитража.

### ТРК «Проспект» (Киев)
Строительство ТРК «Проспект» в Киеве было начато в левобережной части Киева в 2012 году. В 2013-м Arricano получает 4 кредитные линии от украинских и международных банков на общую сумму около $ 100 млн.: кредит в июне на сумму $ 25 млн; кредит в июле на корпоративном уровне от банка UBS на $ 28,8 млн; кредит в августе от банка «Райффайзен банк Аваль» (Киев) на сумму $ 15 млн; кредит в октябре от украинского банка «Ощадбанк» на строительство ТРК «Проспект» на сумму $ 30 млн.
Двухэтажный торгово-развлекательный центр общей площадью 44 100 м² (без учета площади гипермаркета «Ашан») на земельном участке площадью 5,8 гектара с паркингом вместимостью 1235 машиномест. Открытие состоялось в сентябре 2014 года.

## Образовательная программа
Компания Arricano реализовывает серию образовательных проекта в рамках развития стратегического направления «Корпоративная социальная ответственность»: для студентов — B2S by Arricano и для партнеров-арендаторов — B2B Upgrade by Arricano.
Бизнес для студентов
С апреля 2016 года компания представила образовательный проект «Бизнес для студентов: B2S by Arricano», основной задачей которого является диалог между высшей школой и бизнесом — первая образовательная инициатива на девелоперском и ритейлерском рынках Украины. Основная цель проекта — сокращение разрыва между вузом и первым местом работы, передача опыта TOP-менеджеров, бизнесменов студентам-выпускникам.
Формат проекта — серия встреч бизнес-практиков Arricano и их партнеров со студентами вузов, в ходе которых каждый из спикеров делиться собственным опытом.
Образовательная программа для арендаторов
Компания проводит бесплатные образовательные программы для арендаторов B2B Upgrade by Arricano, суть которой в том, что арендаторы торговых центров получают возможность получение новые знания о коммуникациях Продавец — Покупатель, которые способствуют повышению уровня сервиса в торговой точке. Спикерами программы выступают ведущие бизнес-тренеры Украины.

## Рейтинги и награды
- 2012 — Вторая позиция по числу построенных профессиональных торговых центров и их суммарной арендной площади согласно рейтингу ведущих девелоперов торговой недвижимости, составленному Forbes, специалистами компаний Ernst&Young, CBRE, DTZ, Colliers и участниками рынка[66][67]
- 2014 — 25 место Хиллара Тедера в ежегодном «Рейтинге рантье» по версии журнала Forbes[68]
- 2015 — ТРК «Проспект» признан лучшим объектом общественного назначения по результатам конкурса «Государственной архитектурно-строительной инспекции Украины»[69]
- 2015 — Ежегодный рейтинг торгово-развлекательных центров Украины от Ассоциации ретейлеров Украины. В номинации «Традиционный средний ТРЦ» первую позицию в рейтинге занял «Проспект», вторую — «РайON»[70]
- 2016 — 7 место Хиллара Тедера в ежегодном «Рейтинге рантье» по версии журнала Forbes[71]
- 2016, 24 ноября — Михаил Меркулов, генеральный директор Arricano Real Estate Plc — «Персона года на рынке недвижимости 2016» (EEA Real Esatate Forum and Project Awards[72]
- 2016 — City Mall — лучший торгово-развлекательный центр Украины в категории «Традиционный средний ТРЦ» в ежегодном рейтинге торгово-развлекательных центров Украины от Ассоциации ретейлеров Украины[73]
- 2017 — Retail&Development Business Awards:[74]
  - ТРК «Проспект» — лучший ТРЦ по корпоративной социальной ответственности
  - ТРК «Проспект» — 2-е место среди лучших ТРЦ по маркетингу
  - ТРЦ РайON — 2-е место среди лучших средних ТРЦ
- 2017 — Arricano Real Estate Plc — победитель Национальной премии CP Awards-2017 в номинации «Лучший маркетинговый проект в ТРЦ» (социальная акция «Меняй старые вещи на новые» в ТРК «Проспект»)[75]